# Lucien Morisse
Lucien Morisse, nascut Lucien Trzesmienski el 9 de març de 1929 a l'11è districte de París i mort l'11 de setembre de 1970 a la mateixa ciutat, fou director de programes, abans de Claude Agnely, després director general d'Europe 1 i director general del segell discogràfic fracès « Disc'AZ ». Va descobrir nombrosos artistes com Marino Marini, Dalida, Petula Clark, Christophe, Pascal Danel, Nicole Rieu, Saint-Preux, Michel Polnareff, Gilles Marchal, Hubert Wayaffe, Micberth i Michel Cogoni.

## Biografia
Encarregat de la discografia de la RTF, Lucien Morisse fou ascendit per Pierre Sabbagh qui li confia el 1950 la il·lustració sonora, aleshores feta en directe, del noticiari televisiu. El 1956 fou cridat pels fundadors d'Europe 1 per donar un estil de ràdio popular i viu. Allí va ser enlluernat per la jove Dalida i va decidir promoure la seva carrera.
Lucien Morisse va ser qui va importar a França la llista de reproducció en vigor a les ràdios estatunidenques, que al principi és de multi-difondre un títol afí i fer-lo un single hit.
En octubre de 1960, Lucien Morisse, aleshores responsable de la programació musical d'Europe 1 i locutor de Le Discobole, va trencar en directe el tercer disc de Johnny Hallyday. Arlette Tabard, secretària general de la Sacem, va dir : 
| « | Molt ràpidament vaig començar a realitzar la seva emissió Le Discobole, amb Jean Peigné. Allà va trencar el disc de Johnny exclamant en directe: Aquí teniu un disc que escolteu per primera i última vegada!. Aquesta és una de les poques vegades que hem discutit. En realitat va ser una provocació per part seva! | » |

El disc de Johnny Hallyday en qüestió, Itsy bitsy, petit bikini, presentat en primícia, competia amb el de Dalida (sortit un mes més tard). Aleshores Dalida i Lucien Morisse eren parella, el que pot explicar la seva viva reacció.
Lucien Morisse suscita la creació de l'emissió Pour ceux qui aiment le jazz de Daniel Filipacchi i Franck Ténot, de Musicorama, després un programa especialment destinat als adolescents que batejà com Salut les Copains (en referència a una cançó de Gilbert Bécaud).
El 8 d'abril de 1961 es divorcia de la seva primera esposa i es casa amb Dalida després de cinc anys de vida en comú, però al cap d'uns mesos Dalida el deixa per Jean Sobieski. El 1963 es casa amb la model Agathe Aëms, amb la qual va tenir dos fills.
Lucien Morisse es va suïcidar per un tret d'arma de foc l' 11 de setembre de 1970 al seu apartament del número 7 rue d'Ankara de París, a l'edat de 41 anys.
Michel Polnareff va compondre la cançó Qui a tué grand-maman ? (1971, àlbum Polnareff's) en la seva memòria.
La seva filla Catherine Morisse-Lajeunesse dirigeix la productora cinematogràfica C2M Productions.